# Жизненная (станция, населённый пункт)
Жи́зненная — железнодорожная станция (населённый пункт) в Тамалинском районе Пензенской области России.

## География
Расположена на юго-западе Тамалинского района, на административной границе с Бековским районом Пензенской области, в 2 км от села Дуровка. Расстояние до районного центра пгт. Тамала — 9 км.

## История
15 января 1871 года была открыта станция Дуровка Рязано-Уральской железной дороги по названию ближайшего села. При станции вырос посёлок железнодорожников. В 1964 году переименована в станцию Жизненная.

## Население
| год                | 1939 | 1959 | 1979 | 1989 | 1996 | 2004 |
| ------------------ | ---- | ---- | ---- | ---- | ---- | ---- |
| количество жителей | 64   | 33   | 53   | 30   | 36   | 36   |

| 2010 |
| ---- |
| 33   |

## Транспорт
Действует железнодорожная станция Жизненная Юго-Восточной железной дороги на линии Тамбов — Ртищево (линия не электрифицирована), через неё осуществляются пригородные пассажирские перевозки на Кирсанов, Ртищево.